# Autobuzele din Iași

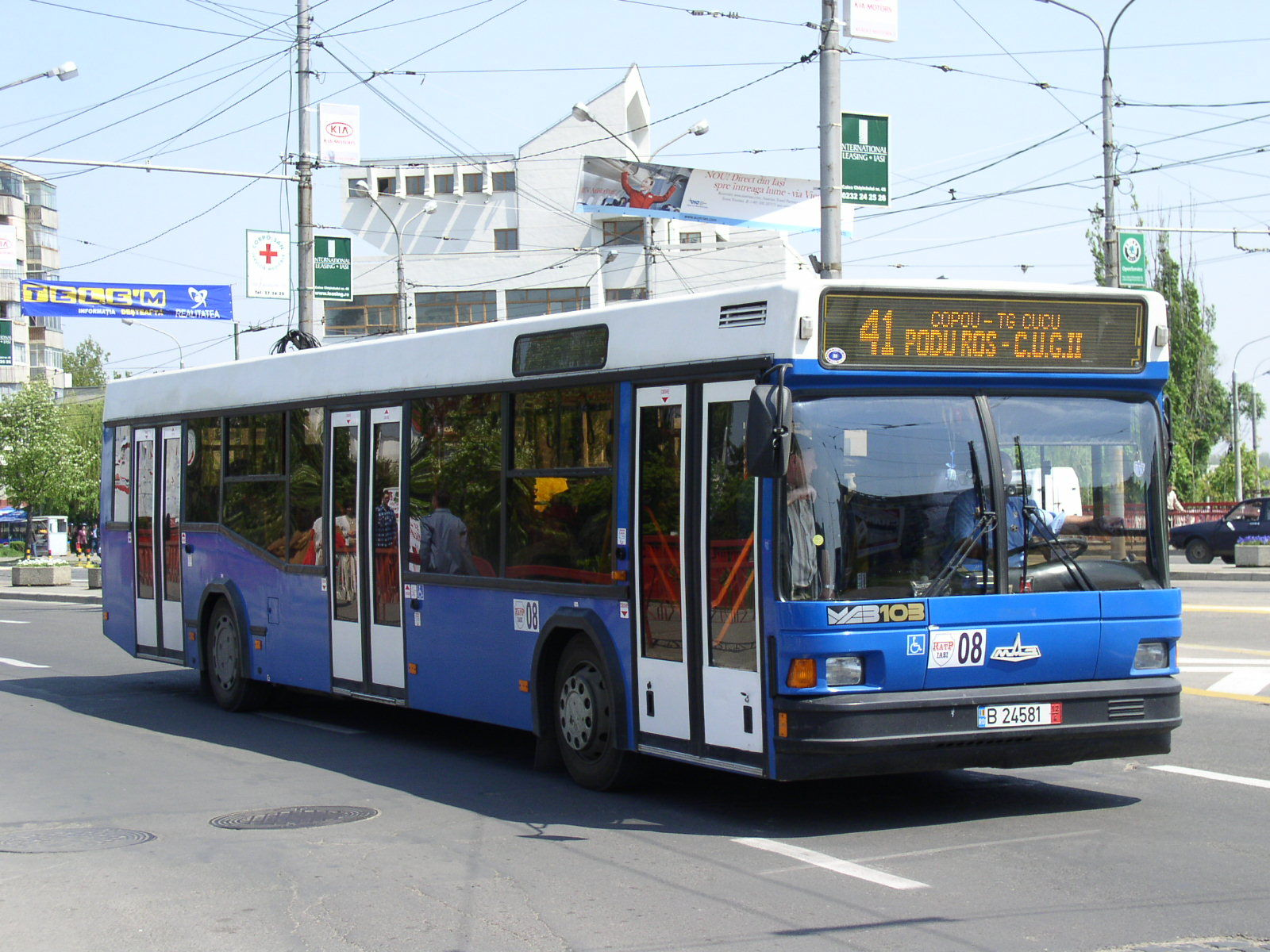
Autobuz MAZ-103

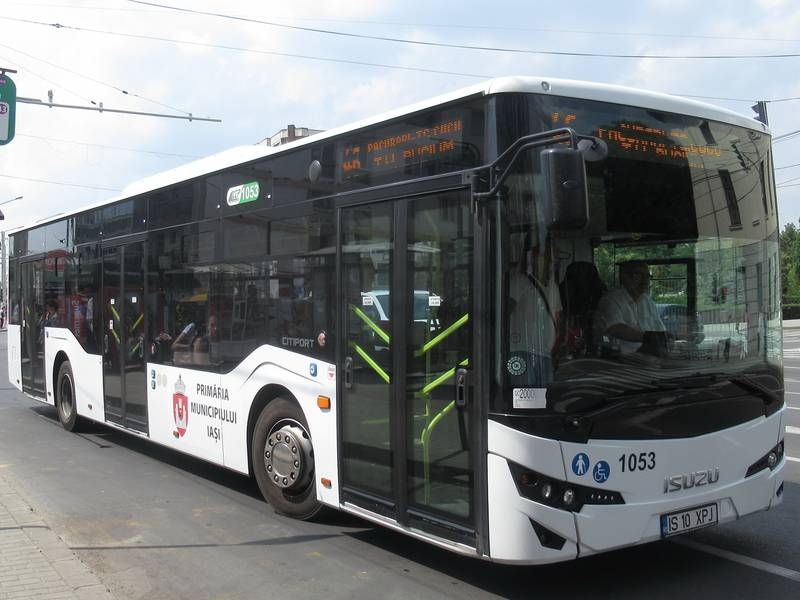
Autobuz ISUZU Citiport în Iași

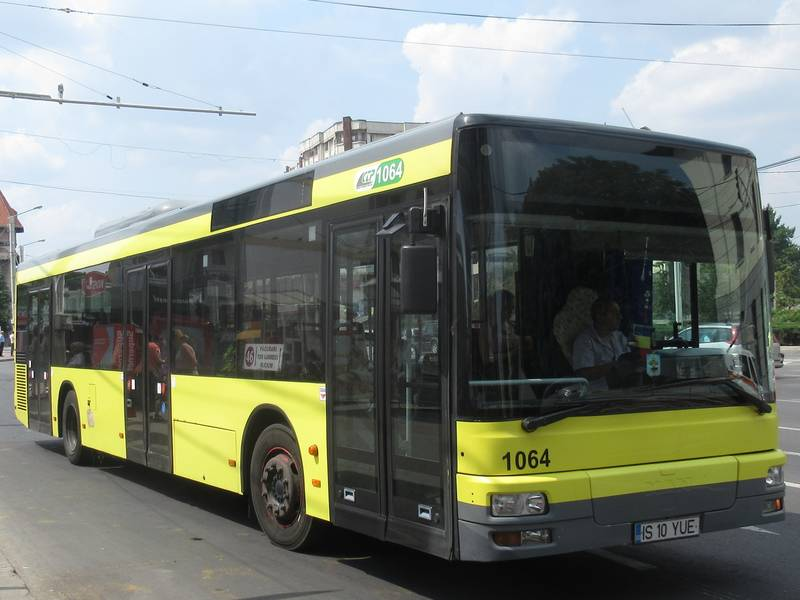
Autobuz MAN NL 313 pe linia 46

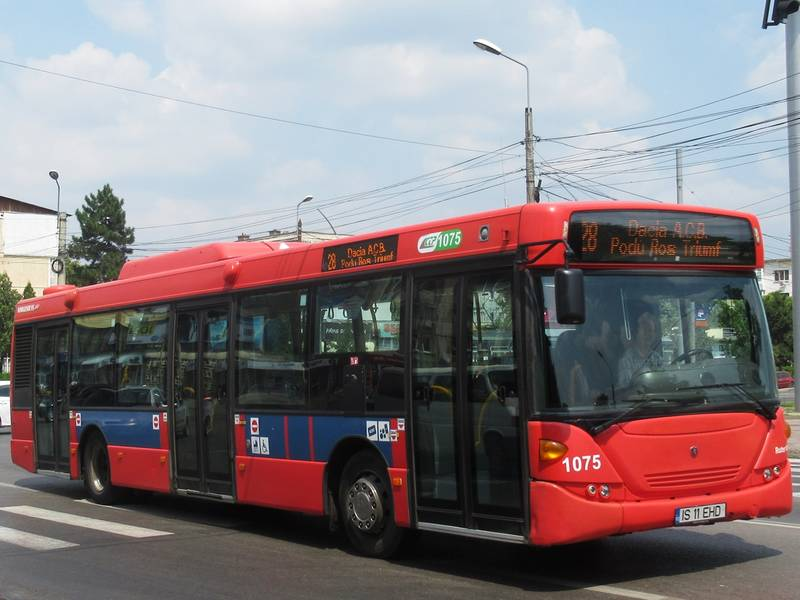
Autobuz Scania OmniCity pe linia 28

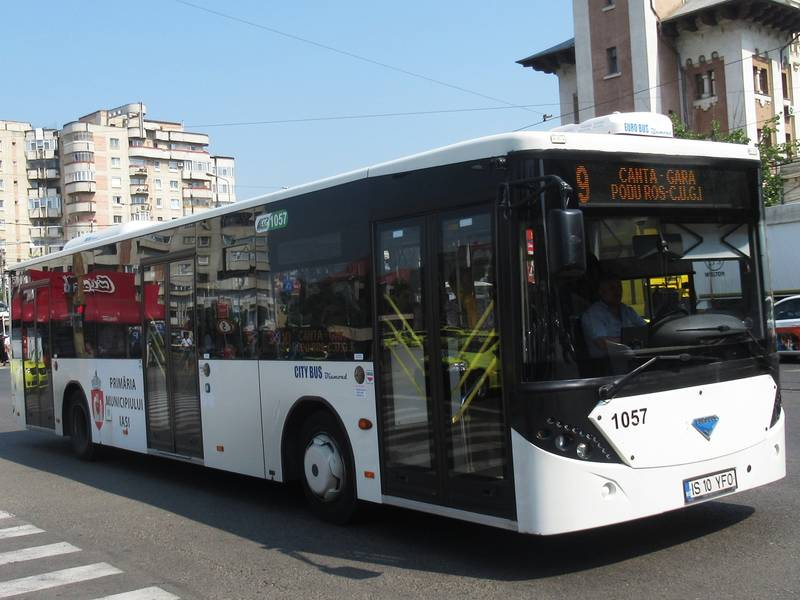
Autobuz Euro Bus Diamond

Autobuzele din Iași asigură transportul în comun în municipiul Iași, alături de rețeaua de tramvai.

## Trasee
Rețeaua actuală de autobuz din Iași cuprinde 42 de linii. 
| Nº         | Rută                                                                        | Lungime           | Observații |
| ---------- | --------------------------------------------------------------------------- | ----------------- | --- |
| 18         | Tătărași Sud - Cartier Aviației - Tătărași Sud                              | 3,5 km (2,2 mi)   | Operat cu microbuze. |
| 19         | Canta-Gara-Podu Roș-Frigorifer-CUG I                                        | 20,0 km (12,4 mi) | |
| 20         | Tătărași Sud-Tg.Cucu-Piața Independenței-Păcurari-Carrefour Era-Metro       | 32,0 km (19,9 mi) | |
| 23         | Podu Roș - Tudor Neculai - Complex Sun City - Primăria Miroslava            | 12,4 km (7,7 mi)  | |
| 27         | Tătărași Nord-Baza 3-Frigorifer-CUG I-Tehnopolis-(Ciurea)                   | 25,7 km (16,0 mi) | |
| 28         | Dacia-Piața Alexandru-Podu Roș-Tg.Cucu-Piața Independenței-Triumf           | 22,7 km (14,1 mi) | |
| 29         | Tomești-Baza 3- Podu Roș                                                    | 19,6 km (12,2 mi) | |
| 30         | Canta-Gara-Gara Nicolina-Bucium                                             | 21,9 km (13,6 mi) | |
| 30b        | Carrefour Era-Canta-Gara-Gara Nicolina-Bucium                               | 27,9 km (17,3 mi) | |
| 36         | Dacia-Gara-Piața Unirii-Piața Independenței-Copou-Breazu                    | 22,9 km (14,2 mi) | |
| 41         | Piața Independenței-Tg.Cucu-Podu Roș-Tehnopolis-Ciurea                      | 21,3 km (13,2 mi) | |
| 42         | Copou - Piața Independenței - Târgu Cucu - Tudor Vladimirescu - C.U.G. I    | 22,2 km (13,8 mi) | |
| 43         | Păcurari - Piața Independenței - Târgu Cucu - Tudor Vladimirescu - C.U.G. I | 23,9 km (14,9 mi) | |
| 43c        | Carrefour Era-Păcurari-Piața Independenței-Tg.Cucu-Tudor Vladimirescu-CUG I | 29,2 km (18,1 mi) | |
| 44         | Dacia-Alexandru cel Bun-Gara Nicolina-Frumoasa-CUG I-Tehnopolis-Ciurea      | 24,0 km (14,9 mi) | |
| 46         | Păcurari-Piața Independenței-Tg.Cucu-Tudor Vladimirescu-Bucium              | 25,0 km (15,5 mi) | |
| 47         | Tătărași Sud-T.Vladimirescu-Podu Roș-Gara Nicolina-Alexandru cel Bun-Dacia  | 21,5 km (13,4 mi) | |
| 48         | Tg.Cucu-Cimitirul Sf. Petru și Pavel-Complex "Roua"-Ciric-Tătărași Sud      | 8,5 km (5,3 mi)   | Circulă numai între lunile mai - octombrie. Operat cu microbuze de luni până vineri. Operat cu autobuze în weekend și sărbătorile legale. |
| 49         | Tg.Cucu - Cimitirul Sf. Petru și Pavel - Complex "Roua"                     | 5,9 km (3,7 mi)   | între lunile mai - octombrie nu circulă sâmbătă și duminică.                                                                              |
| 50 Express | Gară - Piața Unirii - Târgu Cucu - Aeroport                                 | 15,5 km (9,6 mi)  | Program determinat de venirea și plecarea zborurilor.                                                                                     |
| 51         | Gara Socola - Sala Polivalentă Tudor Vladimirescu - Podu Roș - Gara Socola  | 11,3 km (7,0 mi)  | Circulă doar sâmbătă și duminică. |
| 52         | Piața Alexandru cel Bun - Pasaj ”Octav Băncilă” - Blocuri Pacurari - Copou  | 13,0 km (8,1 mi)  | |
| 53         | Blocuri Șorogari - Târgu Cucu                                               | 11,9 km (7,4 mi)  | Operat cu microbuze. |
| 54         | Târgu Cucu - Sărărie - C. A. Rosetti                                        | 12,5 km (7,8 mi)  | Operat cu microbuze. |
| 101        | Tg Cucu – Șos. Moara de Vânt – Complex Roua – Dorobanț                      | 8,8 km (5,5 mi)   | |
| 102        | Tg Cucu – Șos. Moara de Vânt – Complex Roua – Primăria Aroneanu             | 6,2 km (3,9 mi)   | |
| 103        | Tg Cucu – Șorogari                                                          | 6,8 km (4,2 mi)   | |
| 104        | Primăria Aroneanu – Rediu Aldei                                             | 4,5 km (2,8 mi)   | Operat cu microbuze. |
| 202        | Podu Roș – Păun                                                             | 10,2 km (6,3 mi)  | |
| 203        | Podu Roș – Frigorifer – Vișani                                              | 4,7 km (2,9 mi)   | |
| 301        | C.U.G. I - Tehnopolis – Dumbrava                                            | 5,9 km (3,7 mi)   | |
| 401        | Tătărași Sud – Rond Dancu – Primăria Holboca – Rusenii Vechi – Rusenii Noi  | 11,7 km (7,3 mi)  | |
| 501        | Podu Roș 3 – Sun City – Miroslava – Vorovești                               | 12 km (7,5 mi)    | |
| 502        | C.U.G. I – Ciurbești                                                        | 4,8 km (3,0 mi)   | |
| 503        | C.U.G. I – Valea Adânca – Proselnici                                        | 4,9 km (3,0 mi)   | |
| 601        | Târgu Cucu – Podu de Fier – Vânători – Popricani                            | 16,6 km (10,3 mi) | |
| 701        | Rond Copou – Breazu – Horlești                                              | 27,3 km (17,0 mi) | |
| 702        | Rond Păcurari – Rediu - Breazu - Copou                                      | 14 km (8,7 mi)    | |
| 801        | Rond Țutora – Tomești – Goruni                                              | 8,5 km (5,3 mi)   | Circulă separat în intervalul 04:50 - 07:30. Circulă în comun cu traseul 802 în intervalul 07:30 - 22:45 sub denumirea 802b.              |
| 802        | Chicerea – Tomești - Rond Țuțora                                            | 13,2 km (8,2 mi)  | Circulă în intervalul 04:50 - 07:30. |
| 802b       | Rond Țuțora - Tomești - Goruni - Chicerea                                   | 13,2 km (8,2 mi)  | Circulă în intervalul 07:30 - 22:45. |
| 803        | Rond Țutora – Tomești – Țutora – Oprișeni                                   | 16,1 km (10,0 mi) | |
| 901        | Valea Lupului – Canta - Bacinschi                                           | 7,7 km (4,8 mi)   | |
| 902        | Valea Lupului Păcurari – Canta                                              | 5,5 km (3,4 mi)   | |

### Flota curentă
| Tip       | Producător/model              | An construcție | Motorizare                                  | Număr unități active | Observații                                                                                               |  |
| 2013      | Den Oudsten Alliance City B96 | 1998-2001      | DAF GS200 M Euro II ZF Ecomat               | 40 (40 active)       | Ex-HTM Personenvervoer.                                                                                  |  |
| 2016      | MAN Lion's City NL 313        | 2001-2004      | MAN Engines D2866 LUH 26 Euro III ZF Ecomat | 10 (10 active)       | Ex-Postbus Austria (Vorarlberg), PostBus Switzerland (Chur), RLG Lippe, and VKU Unna.                    |  |
| 2016      | Euro Bus Diamond              | 2016           | Mercedes-Benz OM936 Euro VI ZF EcoLife      | 8 (8 active)         | |  |
| 2016-2017 | Isuzu Citiport                | 2016-2018      | Cummins ISB6.7E6 280B Euro VI ZF EcoLife    | 92 (92 active)       | 4 (fonduri locale) cumpărate în 2016 și 88 printr-un credit BERD (livrate în 2017 și 2018).              |  |
| 2017      | Scania OmniCity CN230UB       | 2006           | Scania DC9 16 230 Euro IV ZF Ecomat         | 16 (0 active)        | Închiriate cu posibilitatea de cumpărare Ex-Norgesbuss. 9 autobuze au fost trimise în Kaunas (Lituania). |  |
| 2022-2023 | Solaris                       | 2012           | Urbino Electric nE12                        | 20 (20 active)       | |  |

### Flota de microbuze
| An introducere în circulație | Producător/model  | An construcție | Motorizare                             | Cantitate      | Observații |
| ---------------------------- | ----------------- | -------------- | -------------------------------------- | -------------- | ---------- |
| 2003                         | Iveco Daily 50C13 | 2003           | Iveco Euro 3 Iveco manual transmission | 50 (11 active) |            |

### Flota istorică
| Producător/model                 | Număr unități | An achiziție | Retrase   | Observații                                                                             |  |
| -------------------------------- | ------------- | ------------ | --------- | -------------------------------------------------------------------------------------- |  |
| Chevrolet                        | 5             | 1929-1935    | 1947      |                                                                                        |  |
| ZIS-155                          |               | 1954         | 1960      |                                                                                        |  |
| T.V. 2 U                         |               | 1960 (?)     | 1985      |                                                                                        |  |
| T.V. 20 U                        |               | 1970 (?)     | 1985      |                                                                                        |  |
| Karosa ŠM 11                     |               |              | 1985      |                                                                                        |  |
| Ikarus IK-4                      |               |              | 1997      |                                                                                        |  |
| Ikarus 280                       |               |              | 2002      |                                                                                        |  |
| ROMAN Diesel                     |               |              | 1997      |                                                                                        |  |
| DAC 117 UD                       |               |              | 2002      |                                                                                        |  |
| DAC 112 UDM                      |               |              | 2006      |                                                                                        |  |
| Saviem SC10U                     | 50            | 1994-1995    | 2005      | Ex-RATP.                                                                               |  |
| Ikarus 255/260/266               |               | 1991         | 2003-2010 |                                                                                        |  |
| Ikarus 263                       |               | 1991         | 2010      |                                                                                        |  |
| Renault R312                     | 30            | 2007         | 2013      | Ex-RATP.                                                                               |  |
| Mercedes-Benz O405N2             | 9             | 2009         | 2013      | Ex-CTSS San Sebastián.                                                                 |  |
| Van Hool A500                    | 32            | 2009-2010    | 2017      | Ex-STIB.                                                                               |  |
| Renault R312                     | 2             | 2010         | 2013      | Ex-CTS.                                                                                |  |
| Berkhof Premier Jonckheer SB 250 | 20            | 2012         | 2017      | Ex-Gemeentelijk Vervoerbedrijf.                                                        |  |
| MAZ-103                          | 50            | 2005-2006    | 2017      | Cumpărate noi între 2005 și 2006. Ultimele autobuze au fost retrase în decembrie 2017. |  |